# سیارک ۹۱۵۳
سیارک ۹۱۵۳ (به انگلیسی: 9153 Chikurinji، نامگذاری:1981UD2) نه هزار و صد و پنجاه و سومین سیارک کشف شده‌است که در ۳۰ اکتبر ۱۹۸۱ کشف شد.
قدر مطلق سیارک برابر ۳۰.۹ است.